# 新克拉斯內 (波迪利斯克區)
47°31′48″N 29°9′32″E / 47.53000°N 29.15889°E
新克拉斯內（烏克蘭語：Новокрасне）是位於烏克蘭西南部的村莊，由敖德萨州波迪利斯克区的奧克尼市鎮負責管轄。該村始建於1840年，面積1.43平方公里，海拔高度112米，2001年人口344，人口密度每平方公里240.56人。